# Liopropoma aberrans
Liopropoma aberrans là một loài cá biển thuộc chi Liopropoma trong họ Cá mú. Loài này được mô tả lần đầu tiên vào năm 1860.

## Phân bố và môi trường sống
L. aberrans có phạm vi phân bố ở Tây Đại Tây Dương. Loài cá này được tìm thấy ở vịnh Mexico, khắp Cuba, Bahamas, Jamaica và Belize. Ở phạm vi phía bắc, L. aberrans được ghi nhận là có mặt tại bang Bắc Carolina, Hoa Kỳ. L. aberrans sống xung quanh các rạn san hô và đá ngầm ở độ sâu khoảng từ 89 đến 230 m.

## Mô tả
L. aberrans có chiều dài cơ thể tối đa được ghi nhận là 13,5 cm. Đầu của chúng có màu hồng cam, đặc trưng bởi một dải màu vàng từ mõm, băng qua mắt đến góc mang. Mống mắt màu cam, con ngươi được bao quanh bởi một vòng viền màu vàng. Thân có màu hồng cam; thân trên được phủ chi chít các đốm vàng; bụng vàng. Các vây có màu vàng, ngoại trừ vây ngực trong suốt. Cá con có màu sắc giống hệt với cá trưởng thành, ngoại trừ có thêm nhiều chấm vàng và một đốm lớn màu nâu đỏ ngay giữa đuôi.
Số gai ở vây lưng: 8 - 9; Số tia vây mềm ở vây lưng: 12; Số gai ở vây hậu môn: 3; Số tia vây mềm ở vây hậu môn: 8 - 9; Số tia vây mềm ở vây ngực: 14.